# الصافح (الخبت)

تعديل مصدري - تعديل

الصافح هي إحدى قرى عزلة الظاهر بمديرية الخبت التابعة لمحافظة المحويت، بلغ تعداد سكانها 470 نسمة حسب تعداد اليمن لعام 2004.